# 馬場兼伸
馬場 兼伸（ばば かねのぶ、1976年 - ）は、日本の建築家。
東京都生まれ、千葉県・北海道育ち。1995年北海道札幌西高等学校卒業。2000年日本大学理工学部建築学科卒業。2002年日本大学大学院理工学研究科建築学専攻博士前期課程修了。同年、メジロスタジオを古澤大輔、黒川泰孝と共同設立。

主な作品として、シムズバレエスタジオ（東京都吉祥寺）、リキッドコートハウス（東京六本木）や、常磐新線沿線宅地開発事業（2004年）にも参画している。

2013年にメジロスタジオと株式会社リライトデベロップメントが事業統合をしたことを期に独立し、馬場兼伸建築設計事務所(B2Aarchitects)を設立・主宰。

## 受賞
2007　　第2回サステナブル住宅賞 国土交通大臣賞/財団法人建築環境・省エネルギー機構 *2

2007　　日本建築学会作品選奨/日本建築学会 *2

2011　　日本建築家協会優秀建築選 選出/日本建築家協会 *3

2011　　SDレビュー2011朝倉賞/鹿島出版会  *1

2015　　WADA賞2015 *4

2016　　グッドデザイン賞2016/公益財団法人日本デザイン振興会 *4

2017　　第29回　2017年度JIA新人賞